# Foundation for Intelligent Physical Agents
Foundation for Intelligent Physical Agents（FIPA）は、ソフトウェアエージェントおよびエージェントシステムのソフトウェア標準を策定する団体である。
FIPAの名称は（Physical と入っているため）誤解されやすいが、あくまでもソフトウェアエージェントを対象としている。

## 歴史
1996年、スイスで非営利団体として設立された。エージェントを実行できるシステム（エージェント・プラットフォーム）の実装の標準と、エージェント自身がどのように通信し対話するかを示した標準を定義することを目標とした。
このスイスを本拠とする組織は2005年に解消され、代わりにIEEEの標準化委員会が設置された。

## メンバー
この団体には、いくつかの研究機関と多数の企業（ヒューレット・パッカード、IBM、BT、サン・マイクロシステムズ、富士通 他）が参加している。

## 採用例
いくつかの標準が策定されたが、FIPA標準とされたエージェント・プラットフォームが商業的に広く採用されたことはない。
最もよく採用されたFIPA標準は、エージェント管理と Agent Communication Language (FIPA-ACL) である。

## FIPA を使っているシステム
- The JADE agent platform
- The Pastiche agent platform
- JACK
- The April Agent Platform (AAP) and Language (April) （開発は停滞している）
- The Fipa-OS agent platform  （開発は停滞している）